# Nena Campbell
Nena Campbell (nacida Edna Campbell Allan, Santiago de Chile, 1926-Santiago de Chile, 25 de enero de 2022) fue una actriz chilena de teatro, cine y televisión.

## Biografía
Realizó sus estudios en el Colegio Dunalastair de Santiago. Luego, estudió teatro en la Escuela de Teatro de la Universidad de Chile, bajo la maestría de Pedro de la Barra.
Participó en numerosas obras de teatro, formando parte del Club de Teatro El Callejón, fundado por Teresa Orrego y Pedro Orthous.
En teatro participó del éxito de Cabaret Bijoux (1979-1980), de Tomás Vidiella, junto a Patricia Iribarra, y su hija, Soledad Rengifo.
Durante la década de 1980, participó ocasionalmente en telenovelas de Televisión Nacional de Chile y Canal 13, producidas por Sonia Fuchs y Ricardo Miranda, respectivamente.
Se retiró de la actuación a mediados de los 2000.

## Vida personal
Estuvo casada con el agricultor de la Universidad de Chile, Alberto Mario Rengifo Möller, con quien tuvo cuatro hijos; Soledad, Alberto, Mario y Consuelo Rengifo Campbell.

## Filmografía
La siguiente lista de su carrera artística se encuentra incompleta:

### Teatro
- 1963: El velero en la botella, de Jorge Díaz
- 1964: Viña, de Sergio Vodanovic.[5]
- 1965: Los fugitivos.[6]
- 1980: Cabaret Bijoux, de Tomás Vidiella.[7]

### Cine
- 1970: Natalia, de Felipe Irarrázaval
- 1972: Antonio, de Claudio Guzmán

### Televisión
- 1982: Bienvenido Hermano Andes
- 1982: Celos
- 1983: La represa
- 1984: Andrea, justicia de mujer
- 1985: La dama del balcón
- 1985: Morir de amor
- 1986: La Villa
- 1987: Mi nombre es Lara
- 1988: Las dos caras del amor
- 1990: Crónica de un hombre santo
- 1990: Corín Tellado: mis mejores historias de amor
- 1990: El milagro de vivir
- 1990: ¿Te conté?
- 1994: Rompecorazón
- 1998: Borrón y cuenta nueva
- 1999: Aquelarre